# 浜地昭男
濵地 昭男（はまじ あきお、1954年7月13日 - ）は、日本の技術者、実業家。三菱アルミニウム代表取締役社長や、日本アルミニウム協会会長を務めた。

## 人物・経歴
和歌山県出身。1979年東北大学大学院工学研究科資源工学専攻修了、三菱鉱業セメント（現三菱マテリアル）入社。2007年執行役員。2010常務執行役員。2012年常務取締役。2015年取締役副社長。
2016年から三菱アルミニウム代表取締役社長及び日本アルミニウム協会会長を務めたが、品質データ不正事件で三菱アルミニウムが不正競争防止法違反により起訴されたことを受け2018年に引責辞任した。